# Emily Blunt
Emily Olivia Laura Blunt (Londres, 23 de febrero de 1983), conocida como Emily Blunt, es una actriz y cantante británica, ganadora de un Globo de Oro, de un Premio del Sindicato de Actores y de un Premio de la Crítica Cinematográfica. Es conocida por su trabajo en The Devil Wears Prada (2006), The Young Victoria (2009), The Adjustment Bureau (2011), Looper (2012), Al filo del mañana (2014), Sicario (2015), El cazador y la reina del hielo (2016), La chica del tren (2016), A Quiet Place (2018),  El regreso de Mary Poppins (2018), Wild Mountain Thyme (2020), y Oppenheimer (2023) entre otros. Ha sido nominada a seis Globos de Oro, cuatro Premios BAFTA, tres Premios del Sindicato de Actores y siete Premios de la Crítica Cinematográfica.

## Biografía
Blunt nació el 23 de febrero de 1983, en Wandsworth, al suroeste de Londres. Es la segunda de los cuatro hijos de Joanna, una profesora y exactriz, y Oliver Simon Peter Blunt, uno de los abogados de más alto rango en el Reino Unido. Sus hermanos son Felicity (actual esposa de Stanley Tucci), Sebastian y Suzanna. Su abuelo era el general Peter Blunt, y uno de sus tíos paternos es Crispin Blunt, un parlamentario conservador por la población de Reigate.
A los 14 años quedó segunda en el concurso de belleza bianual de Romptshon, Liverpool. Blunt asistió a Ibstock Place School y, a la edad de 16 años, fue a Hurtwood House, una escuela conocida por su nivel avanzado en su programa de artes escénicas donde conoció a su mánager.

## Carrera profesional

### 2001–2004: Inicios yMy Summer of Love
Aun siendo una estudiante, Blunt debutó profesionalmente en el musical escrito por Paul Sellar, Bliss, que fue presentado en el festival Edinburgh Fringe del año 2000. Más tarde participó en The Royal Family, una obra de teatro junto a Judi Dench en la producción de Sir Peter Hall. Aclamada por la crítica por su actuación fue nombrada "Mejor Artista Revelación" de The Evening Standard. Emily interpretó el papel de Eugenie en la obra Vincent in Brixton de Nicholas Wright realizada en el Teatro Nacional, y el papel de Julieta en la producción de Indhu Rubasingham de Romeo y Julieta en el Chichester Festival Theatre, ambos en 2002.
En 2003, Blunt debutó en la pantalla por primera vez en el drama de la televisión británica, Boudica, que narraba la vida de aquella antigua reina-guerrera que peleó contra los romanos. Ese año la actriz recibió elogios por su interpretación de la reina Catalina Howard en el telefilme británico de dos partes, Henry VIII.
El papel que catapultó la carrera de Blunt fue el de Tamsin en la oscura película británica My Summer of Love de 2004, la cual narra una historia de decepción y amor lésbico en la campiña inglesa. Ella compartió el premio Evening Standard British Film Award con su coprotagonista, Natalie Press, en la categoría Novato Más Prometedor.

### 2005–2010:The Devil Wears Praday reconocimiento
En 2005, Blunt protagonizó, junto a Bill Nighy y Miranda Richardson, la serie dramática de la televisión británica, La hija de Gideón, donde interpretó a la atormentada hija única del doctor Gideon Warner, personificado por el veterano actor Bill Nighy. El drama contaba con un guion original escrito y dirigido por Stephen Poliakoff. Por su actuación la actriz ganó un Premio Globo de Oro en la categoría  mejor actriz de reparto de serie, miniserie o telefilme.

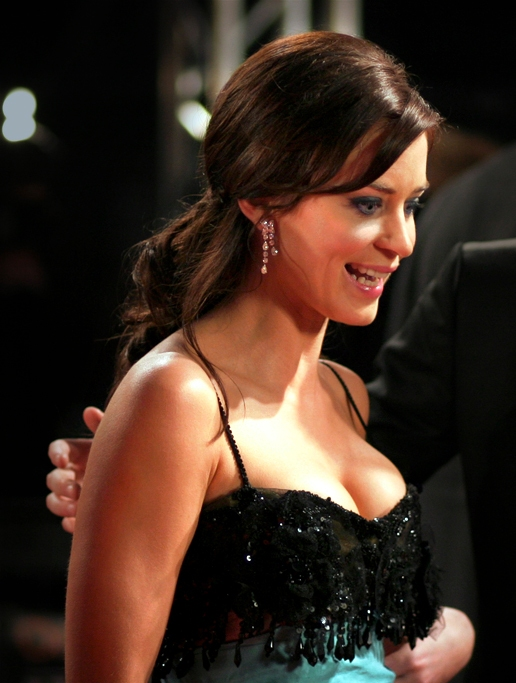
Blunt en los Premios BAFTA en 2007

Un año después, acompañó a Meryl Streep y Anne Hathaway en el exitoso filme, The Devil Wears Prada. La actriz interpretó a la egocéntrica y calculadora secretaría Emily Charlton. Aunque los críticos se concentraron mayoritariamente en Streep y Hathaway al comienzo, Blunt probó ser igual de memorable cuando la revista Entertainment Weekly la nombró como "la mejor roba-escenas femenina" en su número especial de final de verano. En febrero de 2007, acudió junto a Hathaway a la ceremonia de los premios Oscar para presentar el galardón al mejor diseño de vestuario. Además en 2006 participó con Susan Sarandon en el drama independiente, Irresistible. El film está dirigido y escrito por Ann Turner y el elenco principal se completa con los actores Sam Neill, Wiliam McInnes y Georgie Parker entre otros. Cuando Sarandon confirmó su participación en otra película, The girl in the park, le sugirió al director David Auburn que le hiciera una audición a Blunt, pero el papel lo ganó Kate Bosworth.

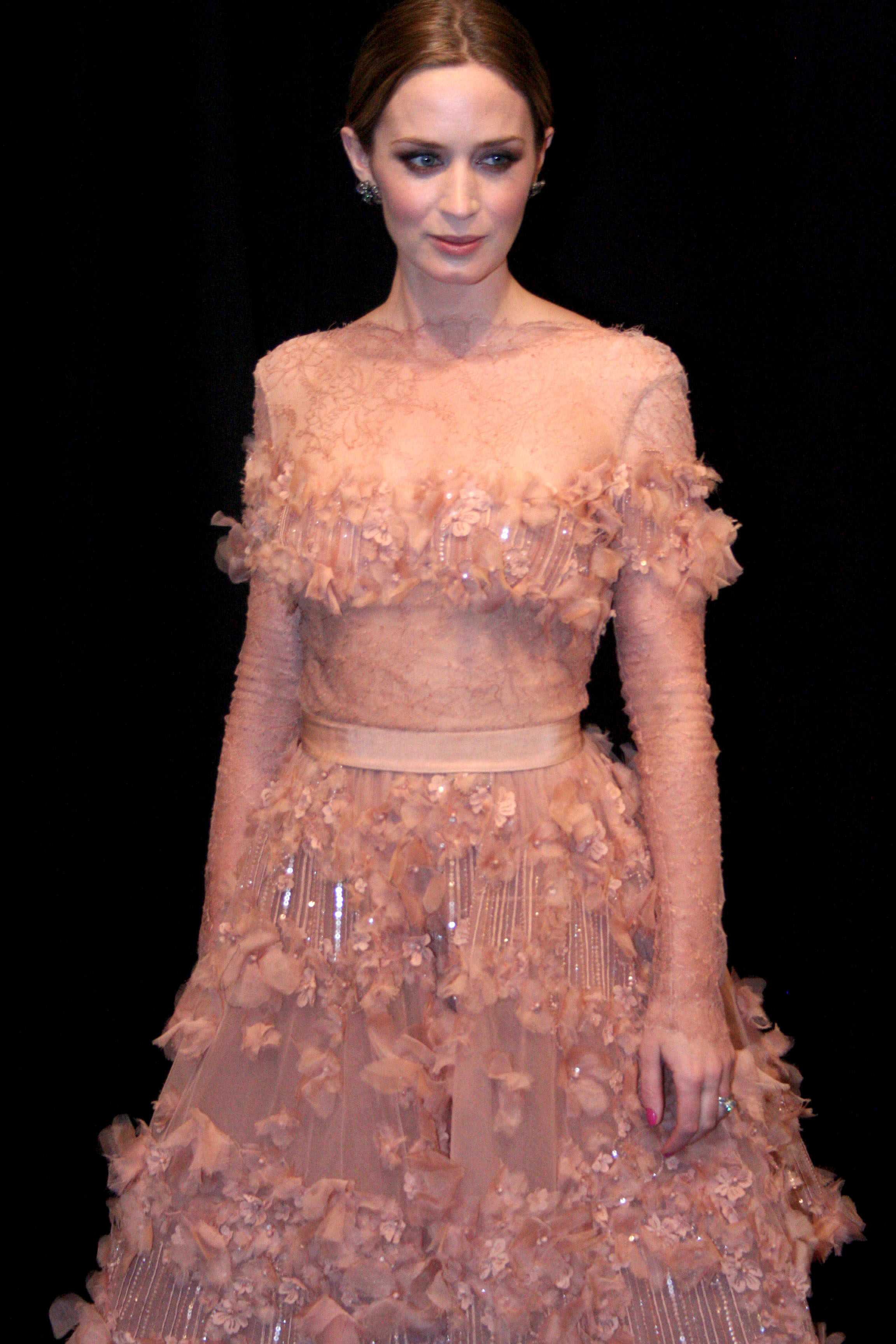
Blunt en la premier de The Adjustment Bureau en 2011

En 2007, Blunt apareció en cuatro películas: Wind Chill narra la historia de una estudiante universitaria (Blunt), desesperada por llegar a Delaware para Navidad, viaja con un extraño compañero de clase (Ashton Holmes). Mientras se va dando cuenta de que su compañero de viaje sabe demasiadas cosas sobre ella, este decide tomar un atajo por una remota carretera rural donde quedan atrapados en una tremenda tormenta de nieve. Entre los productores del film se encuentran George Clooney y Steven Soderbergh y la dirección estuvo bajo el mando de Gregory Jacobs; Conociendo a Jane Austen , narra la historia de seis californianos, cinco mujeres y un hombre: Jocelyn (Maria Bello), Sylvie (Amy Brenneman), Allegra (Maggie Grace), Prudie (Blunt), Bernadette (Kathy Baker) y Grigg (Hugh Dancy), forman parte de un club de lectura de Jane Austen en el que descubrirán que las novelas de Austen tienen mucho en común con sus vidas y decepciones amorosas. El libro se divide en seis partes, cada una centrada en un personaje (el que guía la lectura de la novela de Austen) y en una novela respectivamente (la que está leyendo el grupo de lectura en ese momento); Como la vida misma y por último en Charlie Wilson's War como Jane Liddle donde apareció en una escena erótica con Tom Hanks, vistiendo una blusa abierta que revelaba un elegante sostén blanco y un liguero.
En 2008, Blunt apareció en dos películas, Sunshine Cleaning en el papel de Norah Lorkowski dirigida por Christine Jeffs y coprotagonizada junto a Amy Adams, Alan Arkin, Steve Zahn y Clifton Collins Jr entre otros. Blunt interpreta a la hermana de una madre soltera (Adams) que inician un negocio inusual —limpieza de escenas del crimen— con el fin de conseguir suficiente dinero para enviar a su sobrino a una escuela privada. La película se estrenó en el Festival de Cine de Sundance de ese año y recibió críticas mixtas. El segundo proyecto en el que participó ese año fue The Great Buck Howard donde encarna el papel de Valerie Brennan. La película trata acerca de un ilusionista que está al borde de la quiebra y debe conformarse con actuar en pequeños pueblos, pero su ayudante hará todo lo posible porque vuelva a recuperar el éxito perdido. Cuenta además con la participación de John Malkovich, Colin Hanks, Steve Zahn y Tom Hanks entre otros y fue dirigido por Sean McGinly.

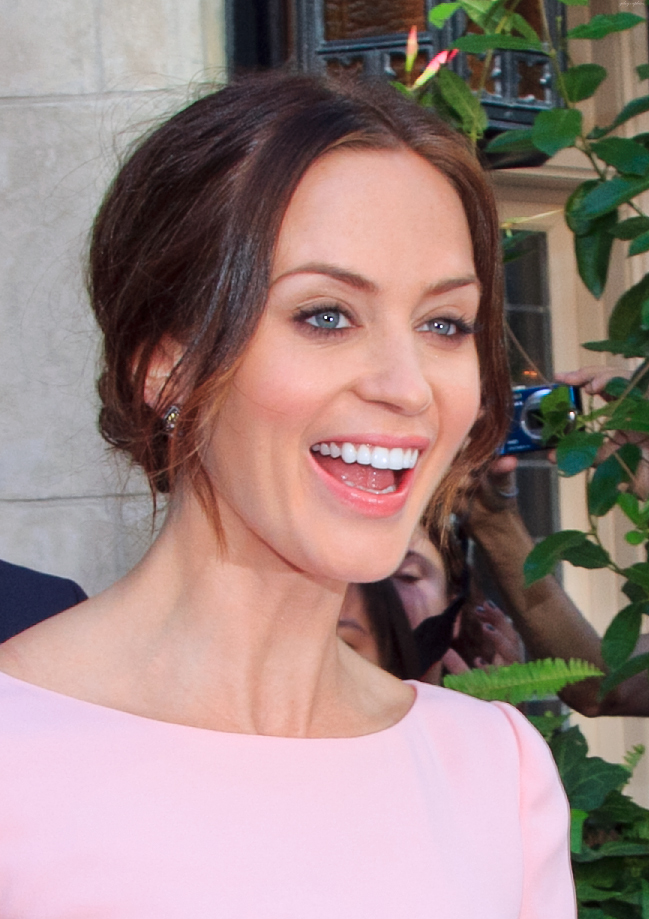
Blunt en el Festival Internacional de Cine de Toronto en 2011

En 2009 interpretó a la reina Victoria en The young Victoria, dirigida por Jean-Marc Vallée y escrita por Julian Fellowes. También actuó en el cortometraje Curiosity, dirigido por Toby Spanton. Además en ese año apareció en Wild Target y en un episodio de Los Simpson: Lisa the Drama Queen.
Blunt era la primera opción del director Jon Favreau para interpretar a la Viuda Negra en Iron Man 2, pero por problemas de agenda con Los viajes de Gulliver se vio obligada a ceder el papel a Scarlett Johansson. En 2010 estrenó El hombre lobo junto a Benicio Del Toro, Hugo Weaving, Anthony Hopkins y Geraldine Chaplin y el director Joe Johnston. Además le dio vida a la madre de la ratoncita Angelina, Matilda Mouseling, en la serie de televisión animada, Angelina Ballerina: Los siguientes pasos.

### 2011–2022:A Quiet Placey cine de ciencia ficción
En 2011 interpretó a una bailarina que mantiene un controvertido romance con un político norteamericano, interpretado por Matt Damon, en The Adjustment Bureau. Este es un film con una suerte de romance, ciencia ficción y suspenso, escrita y dirigida por George Nolfi. A Blunt se le ofreció el papel femenino principal en Capitán América: el primer vengador, pero ella lo rechazó. Fue reemplazada por la actriz australiana Abbie Cornish para interpretar el papel principal en la película independiente de David Riker, The Girl. Abandonó la película debido a conflictos de programación. En 2011, Blunt fue nombrada embajadora de la nueva fragancia de Yves Saint Laurent, Opium.
Blunt protagonizó la película de la comedia británica La pesca de salmón en Yemen (2011), dirigida por Lasse Hallström y coprotagonizada por Ewan McGregor y Kristin Scott Thomas. Ese mismo año, ella apareció brevemente en Los Muppets, como recepcionista de Miss Piggy.
Blunt protagonizó la película de 2012 Eternamente Comprometidos, dirigida por Nicholas Stoller y coprotagonizada por Jason Segel. En enero de 2011, Blunt comenzó a filmar una película de ciencia ficción estadounidense, Looper, dirigida por Rian Johnson y coprotagonizada por Bruce Willis y Joseph Gordon-Levitt, la película fue estrenada en septiembre de 2012.

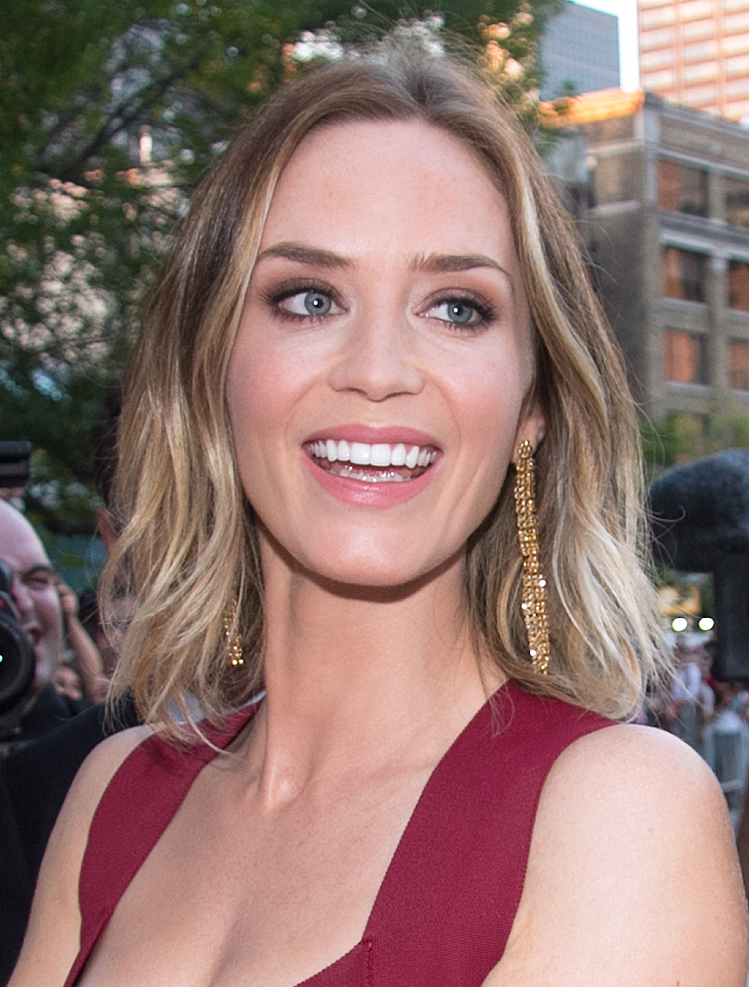
Blunt en el Festival Internacional de cine de Toronto en 2012

En 2014, protagonizó junto a Tom Cruise en Edge of Tomorrow, la adaptación cinematográfica de la novela japonesa, All You Need Is Kill de Hiroshi Sakurazaka. Está anunciada para protagonizar Arthur Newman, la historia de un jugador de golf profesional, junto a Colin Firth. Blunt interpretó también a la mujer del panadero en la adaptación cinematográfica del musical, Into the Woods, junto a su coprotagonista en The Devil Wears Prada, Meryl Streep como la bruja. Por esta última película, obtuvo una nominación en los Premios Globo de Oro, en la categoría mejor actriz en comedia.
Subsiguientemente protagonizó a Freya en la película El cazador y la reina del hielo junto a Charlize Theron, Chris Hemsworth y Jessica Chastain.
En 2016 participó en la producción de Tate Taylor basada en el libro de Paula Hawkins La chica del tren protagonizando a Rachel, una alcohólica afligida por su reciente divorcio, película por la cual recibió una nominación a los Screen Actors Guild Awards como mejor actriz y a los People's Choice Awards como mejor actriz de drama.
En 2017, prestó su voz para la película animada My Little Pony: La Pelicula, interpretando a Tempest Shadow. En 2018, como actriz protagonista en la película El regreso de Mary Poppins interpretando a la propia Mary Poppins. Además en 2018 protagonizó la película A Quiet Place junto a su marido John Krasinski que también protagonizó y dirigió la película. Emily recibió el SAG Award por su interpretación. Se hizo una segunda parte de la película en 2020, A Quiet Place Part II.

### 2023–presente: Éxitos y actriz consagrada
En 2023 recibió su primera nominación a los Premios Oscar como mejor actriz de reparto por su papel de Katherine «Kitty» Oppenheimer en la película Oppenheimer. En 2024 participó en la superproducción The Fall Guy, interpretando a Jody Moreno y puso voz a Unicornio en la película IF.
Al año siguiente, Blunt protagoniza la película dramática de deportes, The Smashing Machine, junto a Dwayne Johnson como el luchador Mark Kerr. Además, fue anunciada en la película secuela, The Devil Wears Prada 2, prevista para estrenarse en mayo de 2026.

## Vida privada

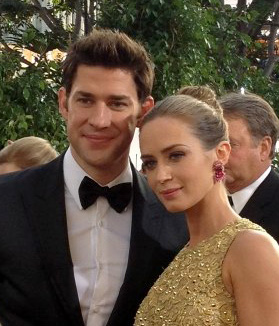
Emily y su esposo John Krasinski en los Premios Globo de Oro de 2013.

Blunt empezó en 2005 una relación con el cantante canadiense Michael Bublé, al que conoció ese año en la entrega de premios Logie Awards (Melbourne, Australia). Con su ex colaboró en el cover de Me and Mrs. Jones en su álbum Call me irresponsible y compartieron una casa en Vancouver. En julio de 2008, luego de 3 años, finalizó su relación por «incompatibilidad de agendas».
En noviembre de 2008, Blunt comenzó a salir con el actor estadounidense John Krasinski. La pareja se comprometió en agosto de 2009, y se casó el 10 de julio de 2010 en Como, Italia. En septiembre de 2013, se anunció que Blunt y Krasinski estaban esperando su primer hijo. El 16 de febrero de 2014, nació la primera hija de la pareja, Hazel Krasinski. La noticia fue confirmada por el actor mediante la red social Twitter, ahora X.
En 2016, fuentes cercanas a la pareja, confirmaron el segundo embarazo de Emily. El 4 de julio de 2016, el actor John Krasinski hizo oficial, a través de la plataforma Twitter, X, el nacimiento de su segunda hija, a la que llamaron Violet Krasinski.
Blunt es cuñada de su coprotagonista en The Devil Wears Prada, Stanley Tucci, quien en 2012, se casó con su hermana, Felicity, quien es agente literaria. Blunt fue quien presentó a la pareja. Su hermano Sebastian Blunt es actor.

## Filmografía

### Cine
| Año  | Título                      | Papel                                 | Notas                        |
| ---- | --------------------------- | ------------------------------------- | ---------------------------- |
| 2004 | My Summer of Love           | Tamsin                                |                              |
| 2006 | Irresistible                | Mara                                  |                              |
| 2006 | The Devil Wears Prada       | Emily Charlton                        |                              |
| 2007 | Wind Chill                  | Chica                                 |                              |
| 2007 | The Jane Austen Book Club   | Prudie Drummond                       |                              |
| 2007 | Dan in Real Life            | Ruthie Draper                         |                              |
| 2007 | Charlie Wilson's War        | Jane Liddle                           |                              |
| 2008 | Sunshine Cleaning           | Norah Lorkowski                       |                              |
| 2008 | The Great Buck Howard       | Valerie Brennan                       |                              |
| 2009 | Curiosity                   | Emma                                  | Cortometraje                 |
| 2009 | The Young Victoria          | Reina Victoria                        |                              |
| 2010 | Wild Target                 | Rose                                  |                              |
| 2010 | The Wolfman                 | Gwen Conliffe                         |                              |
| 2010 | Gulliver's Travels          | Princesa Mary                         |                              |
| 2011 | The Adjustment Bureau       | Elise Sellas                          |                              |
| 2011 | Gnomeo & Juliet             | Julieta Redbrick                      | Voz                          |
| 2011 | Salmon fishing in the Yemen | Harriet Chetwode-Talbot               |                              |
| 2011 | Your Sister's Sister        | Iris                                  |                              |
| 2011 | The Muppets                 | Asistente de Miss Piggy               | Cameo                        |
| 2012 | Looper                      | Sara                                  |                              |
| 2012 | The Five-Year Engagement    | Violet Barnes                         |                              |
| 2012 | Arthur Newman               | Michaela / Charlotte Fitzgerald       |                              |
| 2013 | Kaze Tachinu                | Naoko Satomi                          | Voz (versión inglesa)        |
| 2014 | Edge of Tomorrow            | Rita Vrataski                         |                              |
| 2014 | Into the Woods              | Baker's Wife                          |                              |
| 2015 | Sicario                     | Kate Macer                            |                              |
| 2016 | The Huntsman: Winter's War  | Reina Freya                           |                              |
| 2016 | The Girl on the Train       | Rachel Watson                         |                              |
| 2017 | My Little Pony: The Movie   | Tempest Shadow / Fizzlepop Berrytwist | Voz                          |
| 2017 | Animal Crackers             | Zoe Huntington                        | Voz                          |
| 2018 | A Quiet Place               | Evelyn Abbott                         |                              |
| 2018 | Sherlock Gnomes             | Julieta Redbrick                      | Voz                          |
| 2018 | Mary Poppins Returns        | Mary Poppins                          |                              |
| 2020 | Wild Mountain Thyme         | Rosemary Muldoon                      |                              |
| 2021 | A Quiet Place Part II       | Evelyn Abbott                         |                              |
| 2021 | Jungle Cruise               | Lily Houghton                         |                              |
| 2023 | Oppenheimer                 | Katherine «Kitty» Oppenheimer         |                              |
| 2023 | Pain Hustlers               | Liza Drake                            | También productora ejecutiva |
| 2024 | The Fall Guy                | Jody Moreno                           |                              |
| 2024 | IF                          | Unicornio                             | Voz                          |

### Televisión
| Año  | Título                                                   | Papel                 | Notas                                          |
| ---- | -------------------------------------------------------- | --------------------- | ---------------------------------------------- |
| 2003 | Boudica                                                  | Isolda de Bretaña     | Película de televisión                         |
| 2003 | Henry VIII                                               | Catalina Howard       | Película de televisión                         |
| 2003 | Foyle's War                                              | Lucy Markham          | Episodio: «War games»                          |
| 2004 | Agatha Christie's Poirot                                 | Linnet Ridgeway-Doyle | Episodio: «Death on the Nile»                  |
| 2005 | Empire                                                   | Camane                | Elenco principal; 5 episodios (miniserie)      |
| 2005 | The Strange Case of Sherlock Holmes & Arthur Conan Doyle | Jean Leckie           | Película de televisión                         |
| 2005 | La hija de Gideon                                        | Natasha               | Película de televisión                         |
| 2009 | Los Simpson                                              | Juliet Hobbes         | Voz, episodio: «Lisa the Drama Queen»          |
| 2022 | The English                                              | Lady Cornelia Locke   | Protagonista; 6 episodios (también productora) |

### Teatro
| Año  | Título             | Rol           | Lugar                      |
| ---- | ------------------ | ------------- | -------------------------- |
| 2000 | Bliss              | Maddy         | Festival de Edimburgo      |
| 2001 | The royal family   | Gwen          | Teatro West End            |
| 2002 | Romeo y Julieta    | Julieta       | Teatro Chichester Festival |
| 2002 | Vincent in Brixton | Eugenie Loyer | RNT                        |

### Créditos radiofónicos
- Bumps and Bruises (2004) como Holly.

## Premios y nominaciones

### Óscar
| Año  | Categoría               | Película    | Resultado |
| ---- | ----------------------- | ----------- | --------- |
| 2023 | Mejor actriz de reparto | Oppenheimer | Nominada  |

### Globos de Oro
| Año  | Categoría                                       | Película                    | Resultado |
| ---- | ----------------------------------------------- | --------------------------- | --------- |
| 2006 | Mejor actriz de reparto - Miniserie o telefilme | Gideon's Daughter           | Ganadora  |
| 2006 | Mejor actriz de reparto                         | The Devil Wears Prada       | Nominada  |
| 2009 | Mejor actriz - Drama                            | The Young Victoria          | Nominada  |
| 2012 | Mejor actriz - Comedia o musical                | Salmon Fishing in the Yemen | Nominada  |
| 2014 | Mejor actriz - Comedia o musical                | Into the Woods              | Nominada  |
| 2018 | Mejor actriz - Comedia o musical                | Mary Poppins Returns        | Nominada  |
| 2023 | Mejor actriz de reparto                         | Oppenheimer                 | Nominada  |

### BAFTA
| Año  | Categoría                             | Película                              | Resultado |
| ---- | ------------------------------------- | ------------------------------------- | --------- |
| 2006 | Premio Orange a la estrella emergente | Premio Orange a la estrella emergente | Nominada  |
| 2006 | Mejor actriz de reparto               | The Devil Wears Prada                 | Nominada  |
| 2016 | Mejor actriz                          | The Girl on the Train                 | Nominada  |
| 2023 | Mejor actriz de reparto               | Oppenheimer                           | Nominada  |

### Sindicato de Actores
| Año  | Categoría               | Película              | Resultado |
| ---- | ----------------------- | --------------------- | --------- |
| 2016 | Mejor actriz            | The Girl on the Train | Nominada  |
| 2018 | Mejor actriz de reparto | A Quiet Place         | Ganadora  |
| 2018 | Mejor actriz            | Mary Poppins Returns  | Nominada  |
| 2023 | Mejor reparto           | Oppenheimer           | Ganadora  |
| 2023 | Mejor actriz de reparto | Oppenheimer           | Nominada  |

### Crítica Cinematográfica
| Año  | Categoría               | Película             | Resultado |
| ---- | ----------------------- | -------------------- | --------- |
| 2009 | Mejor actriz            | The Young Victoria   | Nominada  |
| 2012 | Mejor actriz de acción  | Looper               | Nominada  |
| 2014 | Mejor actriz de acción  | The Edge of Tomorrow | Ganadora  |
| 2018 | Mejor actriz            | Mary Poppins Returns | Nominada  |
| 2023 | Mejor actriz de reparto | Oppenheimer          | Nominada  |

### Satellite
| Año  | Categoría                        | Película             | Resultado |
| ---- | -------------------------------- | -------------------- | --------- |
| 2009 | Mejor actriz                     | The Young Victoria   | Nominada  |
| 2009 | Mejor actriz de reparto          | Sunshine Cleaning    | Nominada  |
| 2014 | Mejor reparto                    | Into the Woods       | Ganadora  |
| 2018 | Mejor actriz - Musical o Comedia | Mary Poppins Returns | Nominada  |
| 2023 | Mejor actriz de reparto          | Oppenheimer          | Pendiente |

### Otros premios
| Año  | Premio                                             | Categoría                                                   | Película                      | Resultado |
| ---- | -------------------------------------------------- | ----------------------------------------------------------- | ----------------------------- | --------- |
| 2004 | British Independent Film Awards                    | Actriz revelación                                           | My Summer of Love             | Nominada  |
| 2005 | Motovun Film Festival                              | Mención especial Compartido con Natalie Press               | My Summer of Love             | Ganadora  |
| 2005 | Premios del Círculo de Críticos de Cine de Londres | Actriz revelación británica del año                         | My Summer of Love             | Nominada  |
| 2005 | Evening Standard British Film Awards               | Actriz revelación Compartido con Natalie Press              | My Summer of Love             | Ganadora  |
| 2006 | Teen Choice Awards                                 | Elección reveleción- femenino                               | The Devil Wears Prada         | Nominada  |
| 2006 | Dallas-Fort Worth Film Critics Association Awards  | Mejor actriz de reparto                                     | The Devil Wears Prada         | Nominada  |
| 2007 | Premios del Círculo de Críticos de Cine de Londres | Actriz de reparto británica del año                         | The Devil Wears Prada         | Ganadora  |
| 2007 | MTV Movie Awards                                   | Actuación revelación                                        | The Devil Wears Prada         | Nominada  |
| 2007 | MTV Movie Awards                                   | Mejor actuación de comedia                                  | The Devil Wears Prada         | Nominada  |
| 2007 | Women in Film Crystal Awards                       | Cara del mañana                                             | Cara del mañana               | Ganadora  |
| 2009 | BAFTA/LA Britannia Awards                          | Actriz británica del año                                    | Actriz británica del año      | Ganadora  |
| 2009 | Premios Satellite                                  | Mejor actriz de reparto                                     | Sunshine Cleaning             | Nominada  |
| 2009 | Premios Satellite                                  | Mejor actriz- Película drama                                | The young Victoria            | Nominada  |
| 2009 | Dallas-Fort Worth Film Critics Association Awards  | Mejor actriz                                                | The young Victoria            | Nominada  |
| 2009 | British Independent Film Awards                    | Mejor actriz                                                | The young Victoria            | Nominada  |
| 2010 | Premios de la Crítica Cinematográfica              | Mejor actriz                                                | The young Victoria            | Nominada  |
| 2010 | Premios Empire                                     | Mejor actriz                                                | The young Victoria            | Nominada  |
| 2010 | Festival Internacional de cine de Santa Bárbara    | Virtuoso Award                                              | The young Victoria            | Ganadora  |
| 2010 | Círculo de críticos de cine de Vancouver           | Mejor actriz en película canadiense                         | The young Victoria            | Ganadora  |
| 2010 | Premios del Círculo de Críticos de Cine de Londres | Actriz británica del año                                    | The young Victoria            | Nominada  |
| 2010 | Premios del Círculo de Críticos de Cine de Londres | Mejor actriz de reparto                                     | Sunshine Cleaning             | Nominada  |
| 2010 | Premios del sindicato de diseñadores de vestuario  | Premio del presidente                                       | Premio del presidente         | Ganadora  |
| 2012 | Premios Saturn                                     | Mejor actriz de reparto                                     | The Adjustment Bureau         | Ganadora  |
| 2012 | Gotham Awards                                      | Mejor elenco Compartido con Rosemarie DeWitt y Mark Duplass | Your sister`s sister          | Ganadora  |
| 2012 | Asociación de Críticos de Cine de Chicago          | Mejor actriz de reparto                                     | Looper                        | Nominada  |
| 2013 | Premios de la Crítica Cinematográfica              | Mejor actriz en película de acción                          | Looper                        | Nominada  |
| 2013 | Georgia Film Critics Association                   | Mejor actriz de reparto                                     | Looper                        | Nominada  |
| 2013 | Premios del Círculo de Críticos de Cine de Londres | Mejor actriz británica del año                              | Looper & Your sister`s sister | Nominada  |
| 2013 | People's Choice Awards                             | Actriz de comedia favorita                                  | Eternamente Comprometidos     | Nominada  |
| 2014 | Teen Choice Awards                                 | Actriz de película de acción/aventura                       | Edge of Tomorrow              | Nominada  |